# Hydropsyche fontinalis
Hydropsyche fontinalis là một loài Trichoptera trong họ Hydropsychidae. Chúng phân bố ở miền Cổ bắc.